# 邱永鎬
邱永鎬（1668年—1742年），廣東省潮州府鎮平縣白泥湖（今日梅州市蕉嶺縣）客家人，後隨軍來臺。是清代屏東平原長治鄉一帶的開拓者，墾荒築圳，朱一貴事件及吳福生事件亦參與平亂，為六堆的重要人物之一。邱氏家族對當地貢獻良多，後代於臺灣綿延千餘人。今日長治鄉長興村留有邱永鎬祠、邱永鎬圳等處以茲紀念。

## 生平

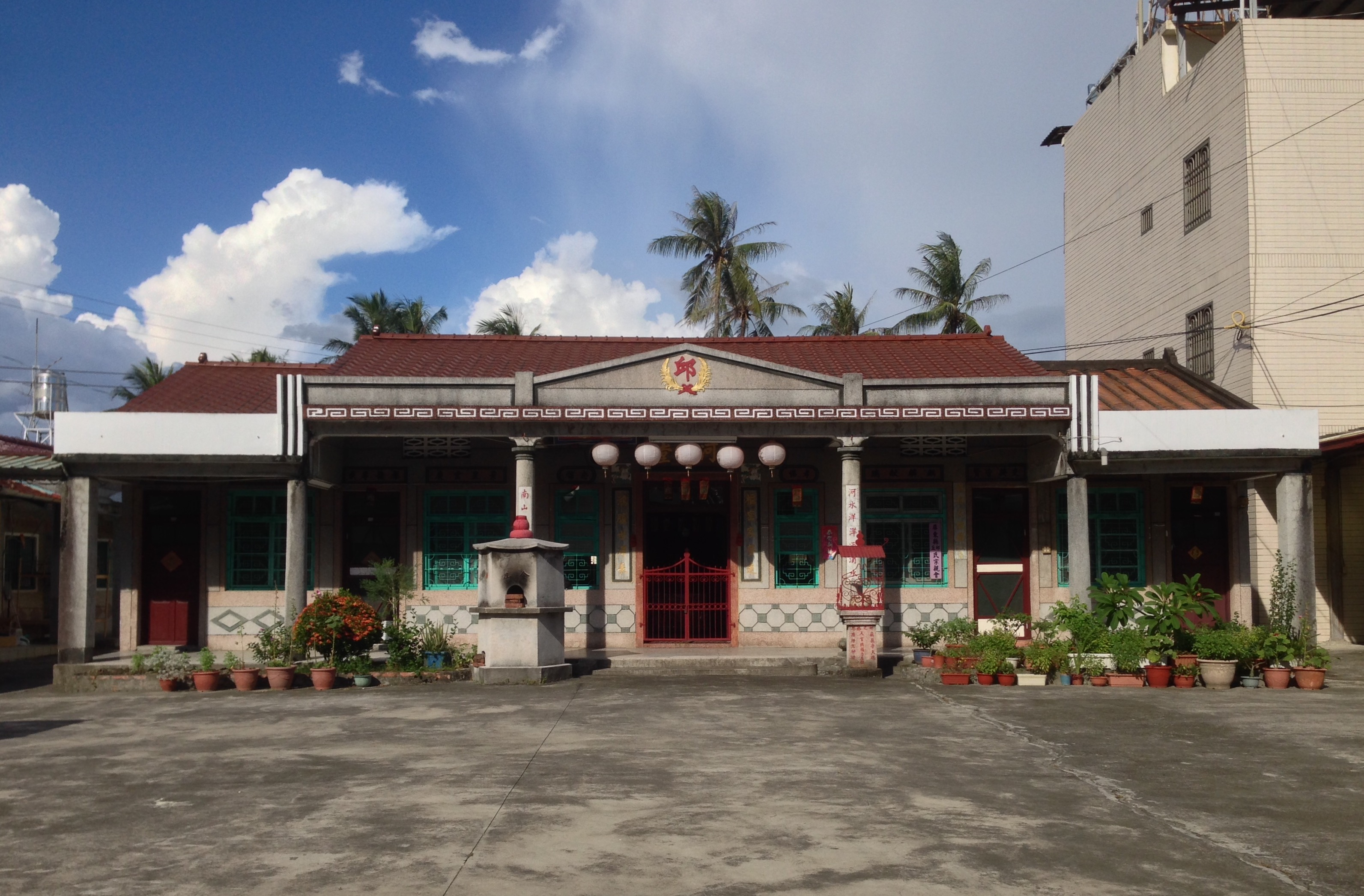
邱永鎬公祠

清康熙三十六年（1697年），邱永鎬二十九歲時，隨戎伍隻身來臺，落腳台南。初於府城三郊行擔任夥計，略能讀寫文字，會打算盤，加之聰明伶俐，頗得器重。後被派來阿猴（現今屏東縣）發展業務。當時屏東附近仍是一片荒蕪的地方，居民不多，批發事業很難經營，邱永鎬乃在考察後回報，並決定前來屏東地區墾荒。三郊行業主盧、林、李三姓提供資金，於康熙三十八年(西元 1699 年)，以該筆資金向馬卡道族阿猴社購買土地。邱氏於是返回原鄉，召募鎮平（今蕉嶺縣）、程鄉（今梅縣）一帶邱、胡、廖、黃、李、羅等姓數十人，及其妻黃氏及子仁山、義山等來臺墾殖。
邱永鎬等人最初的墾殖據點係「香櫞樹下」(後之香揚腳庄地區)，於此搭建租館，提供墾民居住。隨後因為租館被風雨吹倒，眾人乃沿溪北上約三公里，墾成火燒庄（今長治鄉長興村）。清康熙四十年（1701年）起，邱永鎬率墾民引隘寮溪水源由大坑闕﹝今內埔鄉水門村﹞開鑿圳溝至竹葉林莊，並其四子邱智山，孫邱俊萬以此為根基繼續開鑿了大湖圳、火燒圳，當時可灌溉良田六七百甲。其時族弟邱永月於新東勢庄（今內埔鄉）開墾，無埤圳之有，乃向邱永鎬協商，邱氏慨然允諾，以五分之二水量轉讓，今日稱為永月圳（又名新東勢圳）。
康熙六十年（1721年），爆發朱一貴事件，下淡水地區客家人決定助官滅賊，分成六營，長治屬於前營，由邱家長子邱仁山、古蘭伯統領。事件過後改營為堆，為六堆之由來。雍正十年（1732年）有吳福生事件，邱氏一家與黃登伯等人率隊鎮守巴六焦（今九如鄉）與阿猴社（今屏東市），並因功賞授千總。
邱永鎬身為墾區管事，修築埤圳，維持治安，調解墾租紛爭，成為地方領導的角色。其族持續地維持其在地域社會中的影響力，為當地望族。邱永鎬子孫滿堂，於乾隆七年（1742年）十月逝世，歸葬廣東省嘉應州鎮平縣茶子坪，享壽七十五。

## 家族
- 父親邱自任，字登峻；母黃孺人。生二子一女，長子邱永鎬、二子邱永鈵，女嫁予竹葉林庄墾戶，鎮平縣栗子崗山下莊古蘭伯[10]，胞弟後遷江西[10]。妻黃氏及徐氏，有六子，仁山、義山為大陸所生，禮山、智山、信山、忠山在台灣出生。孫為萬字輩，有邱家「六山十八萬」之稱。
- 長子邱仁山（1690-1728），又名若瞻，康熙60年（1721）立軍功，賞正六品武官。外委守備，雍正初年，長興庄第二任管事[11]。雍正6年(1728)，率眾赴大坑闕疏濬竹葉林圳，遭生番殺害殞命。
- 次子邱義山，又名廷偉，同五子邱信山，在吳福生事件之役立功，功加義民。
- 四子邱智山（1705-？），雍正6年始為長興庄第三任管事，勤於農田水利，引隘寮溪、番仔寮溪、巴六溪溪水至竹葉林庄，今稱「舊德協圳」。又於德協庄口開鑿四路水圳至長治鄉西邊全區。乾隆四十年（1776）[12]，另說乾隆四年（1739）或乾隆四十四年（1779）[13]，於除夕因佃農作田缺水，漏夜往大坑闕巡視水路，亦遭出草身亡。諡勷睦，初葬於瑪家，後遷葬至營盤埔。[14]
- 六子邱忠山（1709-1776），另名邱肇揚，乾隆8年（1743）台灣府儒學庠生、例貢生，長興庄第四任管事、控告參將[11]。乾隆24年（1759），舊圳遭洪水沖圯，邱忠山向阿猴社頭目、番仔寮庄民等購地築新圳。其派下最後回歸中國大陸原鄉[15]。
- 孫邱俊萬（1736-1799），字秀，號升齋，為四子智山房下長子。乾隆25年（1760）台灣府儒學庠生，歲貢生，長興庄第五任管事、前堆總理、乾隆53年（1788）賞正六品文官。
- 火燒庄戰役之六堆大總理邱鳳揚（1830-1898）為三子禮山房派下後人，前麟洛庄長邱維藩（1859-1922）則為四子智山房派下後人[16]。